# بيركهولدرية راعومية
بيركهولدرية راعومية (الاسم العلمي: Burkholderia pseudomallei) هي نوع من البكتيريا، سلبية الغرام، تتبع جنس البيركهولدرية.